# 危機解密 (2013年電影)
《危機解密》（英語：The Fifth Estate）是一部2013年美國和印度合拍的传记惊悚片，关于新闻泄露网站维基解密。影片由比爾·坎登执导，本尼迪克特·康伯巴奇饰演主编和创办人朱利安·阿桑奇，丹尼尔·布尔出演前发言人丹尼尔·多姆沙伊特-伯格，安东尼·麦凯、大卫·休里斯、艾莉西亞·薇坎德、史丹利·图奇和羅娜·蓮妮担任配角。影片剧本由乔许·辛格创作，部分改编自多姆沙伊特-伯格的书作《解密维基：我和朱利安·阿桑奇在世界上最危险的网站工作的日子》（2011年）及英国记者大卫·利和卢克·哈定的《维基解密：朱利安·阿桑奇与秘密的内部斗争》。影片本名第五等级指的是在主流媒体一般的限制以外，以记者的方式工作的人。
影片由梦工厂和参与者传媒联合制片，于2013年多伦多国际影展首映，随后于2013年10月18日由试金石影业在美国剧院发行，国际发行由华特迪士尼影业和信实娱乐公司负责，史密斯娱乐公司独立发行。影片票房表现不佳，口碑有褒有贬，剧本和导演遭批评，但演员演技，尤其是康伯巴奇受到表扬。

## 剧情
2010年，阿富汗战争文件泄露，震惊世界，这一切的功劳要归于维基解密。早在2007年，记者丹尼尔·多姆沙伊特-伯格在柏林参加混沌通讯大会时认识澳大利亚黑客朱利安·阿桑奇。丹尼尔对网络行动主义的兴趣，使得他受到了阿桑奇的关注，阿桑奇经常用电子邮件和他往来。两人开始为专门发布不为人所知的情报，同时对消息来源保持神秘的网站维基解密合作。他们的首个目标是瑞士私人银行宝盛集团。宝盛集团开曼群岛的分行一直参与非法活动。尽管宝盛挑起官司并获得禁令，但禁令遭到裁判官撤销，朱利安和阿桑奇可以收回网站。由于自信感提升，两人在接下来的三年继续情报，包括山达基教会的秘密、莎拉·佩林邮件账号的泄露、英国国家党党员名单。
起初，丹尼尔为自己改变世界的行为津津乐道，认为维基解密是一家崇高的企业，阿桑奇是一名导师。不过，两人的关系随着时间的推移变得愈发紧张。丹尼尔丢了工作，人际关系也出了问题，特别是英国国家党党员名单泄密透露了涉事人员的住址，造成他们丢了工作。阿桑奇公开嘲笑丹尼尔对这些问题的担忧，暗示自己的麻烦比这还要多。阿桑奇粗劣的脾气和行为，比如落下在自己父母家吃完饭的丹尼尔，只会让紧张进一步加深。事实上，阿桑奇的童年颇为坎坷，他曾经参加过疑似邪教活动，阿桑奇对维基解密的固执更多和他童年时的创伤，而不是真心想改变世界有关。丹尼尔开始担心阿桑奇变成骗子，而不是导师。他还注意到阿桑奇多次不同地解释自己头发变白的原因。最开始，阿桑奇跟丹尼尔说维基解密有员工上百名，但丹尼尔后来发现他和阿桑奇是仅有的成员。在丹尼尔看来，最为重要的是阿桑奇频繁声称保护消息来源是网站的首要目标。然而丹尼尔开始怀疑阿桑奇只在乎保护来源，以便人们自告奋勇站出来，阿桑奇并不关心那些受到网站伤害的人，尽管他声称网站可能带来的伤害超过泄露造成的好处。女朋友告诉丹尼尔，她相信他的事业，但他也有必要防止阿桑奇走偏。
当布拉德利·曼宁（后来被称为切尔西·曼宁）将包括巴格达空袭的视频、阿富汗和伊拉克战争日记、25万份美国外交电报等数万份文档泄露给维基解密时，紧张关系升温。阿桑奇希望立刻泄露文档，但丹尼尔坚持先审阅文档。后来，多家新闻机构同意和维基解密合作发行文档，扭转维基解密的坏名声。然而，丹尼尔和报社需要将文档出现的姓名划掉，既能保护消息来源，又能协助媒体报道，阿桑奇不情愿地同意了。丹尼尔意识到阿桑奇不打算信守上述承诺，还在努力培养一名助手以取代丹尼尔。报社发布编辑过的文件。由此引发的媒体和公众骚动迫使线人逃离目前居住的国家，许多美国外交官辞职。在阿桑奇采取进一步行动前，丹尼尔和维基解密创始团队成员删掉网站，阻止阿桑奇访问服务器。
后来，丹尼尔和《卫报》记者沟通，两人担心给阿桑奇这样大的一个平台是错误。记者告诉丹尼尔，尽管阿桑奇或许不值得信任，但在泄露官商勾结秘密和保护消息来源方面有功。丹尼尔还透露，阿桑奇头发变白的真正理由是要遵循他在澳大利亚参加的邪教的习俗，有一次他看到阿桑奇将头发染成白色。
影片最后透露维基解密继续泄露情报，同时阿桑奇暗示要么重新获得网站，要么将其重建。曼宁的文件发布时未经任何删减。丹尼尔写了一本书，讲了自己和维基解密的故事，阿桑奇要起诉。阿桑奇居住在厄瓜多尔驻英国大使馆，躲避性犯罪罪名的逮捕。在采访中，他谴责即将上映的两部改编自丹尼尔书作的维基解密电影失实。他告诉观众，政府害怕每个人，并表示聘请丹尼尔是他犯下的错误。

## 演员
- 班奈狄克·康柏拜區 饰 朱利安·阿桑奇
- 丹尼爾·布爾 饰 丹尼尔·多姆沙伊特-伯格
- 安东尼·麦凯 饰 山姆·库尔森（Sam Coulson）
- 大卫·休里斯 饰 尼克·戴维斯（英语：Nick Davies）
- 莫里茨·布雷多（英语：Moritz Bleibtreu） 饰 马库斯（Marcus）
- 艾莉西亞·薇坎德 饰 安科·多姆沙伊特-伯格（Anke Domscheit-Berg）
- 史丹利·特治 饰 詹姆斯·博斯韦尔（James Boswell）
- 羅娜·蓮妮 饰 莎拉·肖（Sarah Shaw）
- 卡里斯·范·豪滕 饰 比爾基塔·瓊斯多蒂爾
- 彼得·卡帕尔蒂 饰 阿伦·罗斯布里奇（英语：Alan Rusbridger）
- 丹·史蒂文斯 饰 伊恩·凯兹（英语：Ian Katz）
- 亚历山大·贝叶尔 饰 马塞尔·罗森巴赫（英语：Marcel Rosenbach）
- 亚历山大·希迪格 饰 塔雷克·哈利赛博士（Dr. Tarek Haliseh）
- 菲利普·布蕾瑟顿（英语：Philip Bretherton） 饰 比尔·凯勒（英语：Bill Keller）
- 莉迪亚·莱纳德（英语：Lydia Leonard） 饰 艾丽克斯·朗（Alex Lang）
- 赫拉·希尔玛（英语：Hera Hilmar） 饰 维基解密职员
- 杰奈尔·惠特姆（英语：Nigel Whitmey） 饰 托马森上将（General Thomason）

## 制作
2011年3月，据报道史蒂芬·斯皮尔伯格的公司梦工厂收购丹尼尔·多姆沙伊特-伯格著作《解密维基：我和朱利安·阿桑奇在世界上最危险的网站工作的日子》以及英国记者大卫·利和卢克·哈定的《维基解密：透视朱利安·阿桑奇与隐私的斗争》。斯皮尔伯格迅速澄清，尽管梦工厂制作该片，他本人不以任何形式参与改编。2012年7月，报道指杰瑞米·雷纳正就扮演朱利安·阿桑奇一角谈判，比尔·康顿正进行执导的谈判。乔许·辛格负责编剧。同年晚些时候，《Deadline Hollywood》称雷纳已经退出，片方正找本尼迪克特·康伯巴奇接任。据称乔尔·金纳曼也是人选之一，但报道指该定论为时尚早。最终，康伯巴奇确认出演主角，康顿将出任导演，同时詹姆斯·麦卡沃伊正参与出演丹尼尔·多姆沙伊特-伯格的谈判。麦卡沃伊后来以行程冲突为由放弃，由丹尼尔·布尔取代。
2012年12月，报道指影片定名《出卖了世界的男人》（The Man Who Sold the World），但官方新闻稿确认片名实际为《危机解密》。
主体摄影于2013年1月23日开始，匿名内容的迈克尔·苏格和史蒂夫·戈林担任制片。拍摄期间，康伯巴奇佩戴三副不同的假发、假牙和蓝色的隐形眼镜，展现朱利安·阿桑奇的身体特征。
讲述新闻传播历史的片头花了一年多的时间创作。
影片部分取景于比利时，从海报中可窥见列日-吉耶曼车站。

## 音乐
影片配乐由卡特·伯韦尔创作，原声带于2013年10月8日由湖岸唱片发行。
| 曲序     | 曲目                                  | 时长    |
| -------- | ------------------------------------- | ------- |
| 1.       | A History of Media                    | 2:33    |
| 2.       | Live                                  | 2:27    |
| 3.       | The Family                            | 1:10    |
| 4.       | The Submission Platform               | 3:02    |
| 5.       | Always（由阿蒙·托宾演奏）             | 3:40    |
| 6.       | The Informer                          | 2:32    |
| 7.       | Face to Face                          | 1:48    |
| 8.       | The Veil of Secrecy                   | 0:46    |
| 9.       | The Next Time                         | 1:33    |
| 10.      | Never Mess With Sunday（由Yppah演奏） | 4:35    |
| 11.      | The Assassination of Oscar Kingara    | 1:05    |
| 12.      | Collateral Murder                     | 4:23    |
| 13.      | Take the Fight to Them                | 2:34    |
| 14.      | Come Alone                            | 1:26    |
| 15.      | Elephant（温驯的高角羚乐队演奏）      | 3:35    |
| 16.      | The Return of Daniel                  | 1:53    |
| 17.      | We Promise to Publish in Full         | 3:31    |
| 18.      | Extraction                            | 1:58    |
| 19.      | Come Catch Me（艾蜜卡演奏）           | 4:09    |
| 20.      | The Destruction of the Platform       | 2:05    |
| 21.      | History Will Be the Judge             | 2:33    |
| 22.      | No One Will be Able to Submit         | 1:58    |
| 23.      | The Fifth Estate                      | 3:07    |
| 24.      | Asylum                                | 3:00    |
| 总时长： | 总时长：                              | 1:01:23 |

## 发行
华特迪士尼工作室电影旗下的试金石影业负责电影的全球发行，欧洲、亚洲和中东的发行权则由史密斯娱乐公司卖给独立发行商，包括英国的娱乐第一影业。梦工厂的商业伙伴信实娱乐公司负责印度的发行。在意大利，影片由意大利广播电视公司影业旗下的01 Distribution发行。
影片于2013年9月5日为多伦多国际电影节开幕。
试金石家庭娱乐于2014年1月28日发行电影的蓝光和DVD。

## 评价

### 票房
《危机解密》北美票房330万美元（下同），海外530万，合计860万，没能收回2800万的成本。上映首周末，影片凭借170万位列票房榜第八位，是梦工厂电影开画的最低成绩，也是2013年美国大范围上映电影的最低成绩。影片在美国成为票房炸弹，尽管迪士尼发行总裁戴夫·霍利斯（Dave Hollis）坦承影片最好成绩是在北美主要城市。

### 专业评价
影片获得影评人褒贬不一的评价，而康伯巴奇的表现获得好评。汇总媒体烂番茄根据170条评论打出37%的新鲜度，平均得分5.4/10。网站共识写道：“重细节和戏剧性的情节，缺少其非凡的现实生活灵感的火花，《危机解密》大体上成了本尼迪克特·康伯巴奇卓越天赋的普通陈列室”。Metacritic依照42位影评人打出49/100的平均分，表示“褒贬不一”。从A+到F，市场调查机构CinemaScore给出的平均分为“B”。
《综艺》写道，“影片基本上在蹒跚前行，尝试填塞需要背景的素材比任何一部剧情片都多。”《好莱坞报道者》认为影片相比起来逊色于《社交网络》，补充称“尽管票房上耀眼夺目，影片还是不太可能吸引被怀疑从未像记者和政府那样关系维基解密的大量影迷”。《每日电讯报》的蒂姆·罗比（Tim Robey）回应了这个比较，他指出：“有时候，这种恩情很明显，以至于电影的风格看上去像是二手的。紧随潮流突然跳出的画面过于激烈、稍显老套地痛斥，铺满荧幕的简单文字体现出各种令人头晕目眩的声音在信息误传年代野蛮生长。”《乡村之声》批评电影“非常恪守模板，很容易想象Microsoft Word的回形针在康顿的电脑桌面出现一整天”，再说“看起来你在导演一部科技惊悚片。需要帮助吗？”
《娱乐周刊》的欧文·格莱伯曼赞扬电影，认为这是“一部复古新闻惊悚片、黑暗数字时代的虚无主义媒体剧情片。”《卫报》的彼得·布拉德肖给出了差评，指出影片“坚守将记者描绘成野蛮、准波西米亚野人，粗暴、胡子拉碴，迟迟不在办公室出现的电影传统。”马克·科莫德的评价中肯，他称赞电影的阵容和摄影，不喜欢导演，写道：“令人奇怪的是《危机解密》没有终点，不确定如何处理它的狡猾谜团。”《滚石》的彼特·特拉弗斯享受康伯巴奇和布尔的对手戏，不喜欢影片着重于剧情插曲。在影片中由彼得·卡帕尔蒂扮演的、和阿桑奇有过密切合作的阿伦·罗斯布里奇认为康伯巴奇“像阿桑奇一样令人惊叹，声音和略显生涩、僵硬、笨拙的举止恰到好处。”

### 奖项
| 大奖       | 奖项         | 获奖者 | 结果 |
| ---------- | ------------ | --- | ---- |
| 大不列颠奖 | 年度英国演员 | 班奈狄克·康柏拜區 （其他作品为《为奴十二年》、《八月：奥色治郡》、《霍比特人2：史矛革之战》和《星际迷航：暗黑无界》） | 獲獎 |

## 批评
2013年1月24日，阿桑奇在牛津大学举办的山姆·亞當斯獎演讲中，表示他读过剧本，称影片是“对维基解密及其员工诚信的严重宣传攻击”，是“建基于谎言的谎言”，“煽动对伊朗发动战争的火焰”。开片可以看到所谓的伊朗军事设施内部镜头和核标志。比爾基塔·瓊斯多蒂爾告诉维基解密Twitter官方账户：“伊朗的一幕已经写出来，而且名字也改了。得提出建设性的想法来改善。”比尔基塔还表示，阿桑奇没拿到剧本定稿。
虽说朱利安·阿桑奇说影片是“大规模的宣传攻击”，但他和本尼迪克特·康伯巴奇讨论过电影，康伯巴奇表示他“个人支持”组织。康伯巴奇说，“无论你怎么剪，他给我们做了很多工作，为的是叫醒我们，像僵尸一样吸收新闻。”由于阿桑奇以政治庇护的名义住在厄瓜多尔驻伦敦大使馆，他和康伯巴奇据报在摄制期间用电子邮件交流。
2013年9月21日，维基解密曝光了据称的电影剧本，附带的评论把电影标签为“伪装成事实的小说”。阿桑奇和维基解密都表示梦工厂和迪士尼都没有接触过他们，咨询电影的内容。阿桑奇阐明了这个情况：“我不认为我们处在梦工厂或迪士尼之类的组织，可以毫无顾忌地决定拍一部关于在世人物、在世政治难民及卷入美国大陪审团程序的人物的电影的境地，而且只是诽谤，不用成本。”
2013年10月，维基解密披露阿桑奇在同年1月写给康伯巴奇的私人信件，其中他赞扬了演员的才华和善意，但请求他重新考虑让他参与拍摄。阿桑奇将电影标签为“诋毁且边缘化一位在世的政治难民，造福一个根深蒂固的、腐败的、危险的国家的项目”。维基解密表示康伯巴奇回复阿桑奇“有礼貌，考虑周到”。康伯巴奇也承认他对电影剧本初稿持保留意见，认为电影将阿桑奇描绘成有敌意的人物。提到继续参与电影，康伯巴奇表示：“我希望在电影中打造这位男人的三维形象，比他在小报上的形象还要邪恶，这样人们就会知道他不仅仅是个遭到瑞典通缉，藏在哈洛德百货公司后的大使馆的丑陋、白头发男人。但是一股不可忽视的力量，实现了伟大的构思。”在接受《本周》主持人乔治·斯蒂芬诺伯罗斯采访时，阿桑奇表示“康伯巴奇打算改善剧本，遗憾的是成功有限......虽然我很高兴他尝试过了。”
2014年2月，阿桑奇自传代笔人安德鲁·哈根回想起活动人士在伦敦书评讲座上对影片的评价。他表示阿桑奇希望他出任电影顾问，甚至建议两个人平分报酬。